# جولیان بک
جولیان بک (انگلیسی: Julian Beck؛ ۳۱ مهٔ ۱۹۲۵ – ۱۴ سپتامبر ۱۹۸۵) یک هنرپیشه، و شاعر اهل ایالات متحده آمریکا بود.
از فیلم‌ها یا برنامه‌های تلویزیونی که وی در آن نقش داشته است می‌توان به ادیپ شهریار، انجمن پنبه، ارواح خبیثه ۲ اشاره کرد.
وی همچنین برنده جوایزی همچون کمک هزینه گوگنهایم شده است.